# Polyporogaster turkestana
Polyporogaster turkestana är en mångfotingart som beskrevs av Karl Wilhelm Verhoeff 1930. Polyporogaster turkestana ingår i släktet Polyporogaster och familjen trädgårdsjordkrypare.
Artens utbredningsområde är Uzbekistan. Inga underarter finns listade i Catalogue of Life.